# Dan Saleaumua
Raymond Daniel Saleaumua (San Diego, 25 novembre 1964) è un ex giocatore di football americano statunitense che ha militato nel ruolo di defensive tackle nella National Football League.

## Carriera
Saleaumua fu scelto dai Detroit Lions nel corso del settimo giro (175º assoluto) del Draft NFL 1987. Vi giocò per due stagioni dopo di che passò ai Kansas City Chiefs dove trascorse la maggior parte della carriera. Per due volte ebbe un massimo in carriera di 7 sack: nel 1990 quando fu inserito nel First-team All-Pro da Pro Football Weekly e nel 1995 quando fu convocato per il suo unico Pro Bowl. I suoi 17 fumble recuperati sono ancora un record di franchigia. Chiuse la carriera disputando due stagioni con i Seattle Seahawks mettendo a segno 3,5 sack nella prima e nessuno nella seconda.

## Palmarès
- Convocazioni al Pro Bowl: 1

1995
- First-team All-Pro: 1

1990